# 路易·弗朗索瓦·德·布夫莱

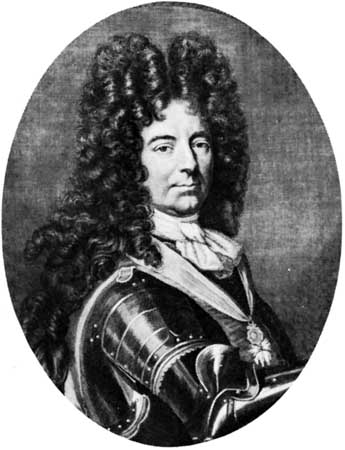
路易·弗朗索瓦·德·布夫莱

路易·弗朗索瓦·德·布夫莱，布夫莱公爵，卡尼伯爵（Louis François de Boufflers, Duke of Boufflers, Count of Cagny） (1644年1月10日—1711年8月22日) 路易十四时期的法国国王卫队司令，法国元帅。

## 生平
布夫莱出生于瓦兹省克里龙（Crillon），1662年加入法军。1675年蒂雷納子爵被流弹打中时，他已经是准将，指挥部队撤退。在法荷战争期间（1672-1678）任王军龙骑兵司令。在大同盟战争（1689-1697）中晋升法国元帅，后被封公爵。1695年领兵1.4万抗击奥兰治的威廉三世指挥的1.8万英荷联军，守卫那慕尔达2月之久。西班牙王位继承战争爆发后不久，任西属尼德兰法军司令，1702年在梅内亨城下重创荷军，后被英军司令马尔伯勒公爵约翰·丘吉尔赶出荷兰领土。1704年任皇家卫队司令。1708年在里尔保卫战中表现突出，盟军欧根亲王允许他保留全部军人荣誉投降。1709年作为副帅参加马尔普拉凯战役，在克洛德·路易·赫克托尔·德·维拉尔元帅负伤后成功地指挥撤退的后卫战，使部队免于被歼。1711年8月22日死于在枫丹白露。